# Art'O. Cultura e politica delle arti sceniche
Art'O. Cultura e politica delle arti sceniche è stata un'importante rivista italiana dedicata alle Performing arts. Nel 2011 la rivista vede una temporanea sospensione della versione cartacea e molti degli autori e collaboratori del progetto hanno continuato a scrivere per la rivista, oggi presente solo sul web.

## Storia

### 1998: Link project ed Art'O
Per tutta la seconda metà degli anni '90 il centro di produzione culturale ed artistica Link Project, dislocato nella vecchia fabbrica di via Fioravanti a Bologna, rappresentò uno dei luoghi e network che determinarono lo sviluppo di una parte importante della cultura in Italia, con un'assidua attività di conferenze, mostre d'arte, performance art, spettacoli teatrali, concerti e dj set, creazione di riviste e spettacoli di ricerca.
È in questo contesto che nasce nel 1998 Art'O. Cultura e politica delle arti sceniche, una pubblicazione quadrimestrale indipendente che vedeva la collaborazione di Silvia Fanti, Massimo Marino ed Elfi Reiter con Gianni Manzella, che della rivista fu anche il direttore.
Il primo numero, che recava il titolo "L'assalto al cielo", era dedicato al Alfred Jarry, uno dei precursori delle avanguardie storiche, anche grazie all'allora recente tournée dell'artista sudafricano William Kentridge e del suo Ubu e allo spettacolo del Teatro delle Albe dal titolo I Polacchi ispirato anch'esso all'Ubu di Jarry. Tra gli articoli "lo sguardo di Jerzy Grotowski", "teatro e infanzia alla scuola di Chiara Guidi" ed un pezzo su Ur-Hamlet, riscrittura in siciliano di Franco Scaldati del testo di William Shakespeare
La rivista vide fin dai primi momenti una distribuzione nazionale che comprendeva anche le librerie Feltrinelli.
Nel 2000 la rivista organizzò nell'ambito della Festa dell'Unità di Bologna, una serie di conferenze dal titolo "Il teatro senza teatro ovvero pratiche della comunicazione teatrale", che si proponeva di riflettere su "come le poetiche e le pratiche artistiche si confrontano con gli aspetti politico organizzativi del "sistema teatrale", con un approfondimento sul ruolo che svolgono i mezzi di comunicazione per la conoscenza e la promozione del teatro contemporaneo".

### 2004: Cambiamenti in redazione
Se fin qui la rivista bolognese si era avvalsa di una redazione composta da poche persone, alla quale si aggiungevano però la collaborazione di alcune importanti firme del panorama teatrale italiano, il 2004 segna la costituzione di un gruppo di lavoro, consolidando così un nucleo redazionale più stabile, che vede al fianco di Manzella (direttore) l'ingresso di Annalisa Sacchi, che ne diviene caporedattrice, ed alla redazione Eleonora Felisatti, Viviana Gravano, Giulia Palladini, Monica Nannini, Enrico Pitozzi, Fabio Acca. La rivista da qui in poi si proporrà come "uno strumento di incontro e confronto con i nuovi linguaggi dell'arte: arti sceniche, visive, digital arts, sperimentazioni musicali e cinematografiche, e live media, con uno sguardo privilegiato agli artisti dell'ultima generazione", pur dedicando sempre un occhio particolare alle arti performative. Parte delle esigenze del rinnovamento redazionale venivano, in quel periodo, anche dall'adesione di Art'O alla rete europea di riviste chiamata TEAM Network (Transdisciplinary European Art Magazines) che ancora oggi si propone di realizzare una mappatura delle realtà presenti in questo ambito.
Il 2004, anche a causa della riorganizzazione editoriale, vede l'uscita di un solo numero dal titolo "Pietà per il teatro", dedicato alla memoria del regista Victor Garcia scomparso nel 1982, sul quale scrive un articolo Rodrigo García. Vi sono poi recensioni degli spettacoli ispirati a Pier Paolo Pasolini di Motus e Neiwiller, la pubblicazione di opere di Gianluigi Toccafondo, e scritti di William Forsythe, Virgilio Sieni, Michele di Stefano e Thomas Richards

### 2011: La sospensione della rivista cartacea
Il 21 dicembre 2011, Art'O. Cultura e politica delle arti sceniche organizzò alla Galleria RAUM di Bologna la festa che sancì la temporanea sospensione della rivista cartacea. A questo evento intervengono alcune figure importanti della critica, della performing art e del teatro di ricerca italiano come Fanny & Alexander, Marco Martinelli ed Ermanna Montanari, Silvia Fanti, Bruna Gambarelli, Cristina Valenti, Mariangela Gualtieri, Giovanna Daddi e Dario Marconcini, Simona Bertozzi, Roberto Latini, Marinella Manicardi, Eva Geatti e Gianfranco Capitta.
Il trentesimo numero comprendeva, oltre alla veste grafica di Monica Nannini illustrata da Stefano Ricci, contributi di Fabio Acca e Raffaella Giordano sullo spettacolo del Teatro Valdoca, e una riflessione dal taglio poetico di Danio Manfredini sulla figura di Caino in esso contenuta, una conversazione di Enrico Pitozzi con Marco Martinelli ed Ermanna Montanari su "Il principio della forma" ed interviste a Mario Martone e Pippo Delbono. Vi erano poi il saluto Renata Molinari a Franco Quadri scomparso poco prima. A lui era anche dedicato l'editoriale di Manzella, con un ringraziamento per le passate collaborazioni. La rivista vedeva poi allegata la traccia audio di “Past Eve and Adam's” di Leo de Berardinis, gentilmente concessa alla rivista dalla figlia Carola de Berardinis.
La redazione di Art'O, dopo 13 anni e 30 numeri pubblicati, in attesa di riprendere la versione cartacea, continua ancora oggi il suo lavoro nella versione online.